# Contratransferència
La contratransferencia és un concepte de la teoria psicoanalítica emprat per a designar les reaccions, actituds, pensaments i idees que de manera inconscient el psicoanalista produeix en la relació amb el seu pacient, en concret les que sorgeixen com a resposta a la transferència o als «fenòmens transferencials» que ocorren en el pacient.

## La contratransferència en la definició de Sigmund Freud
Sigmund Freud es referí de manera directa al fenomen de la contratransferència només en pocs passatges de la seua obra. El 1910, en el seu discurs inaugural del II Congrés de Psicoanàlisi, parlant sobre les innovacions introduïdes en la tècnica psicoanalítica, Freud assenyala que la contratransferència «s'instal·la en el metge per l'influx que el pacient exerceix sobre el seu sentir inconscient» i afig que cal que el psicoanalista estiga en condicions de detectar-la i dominar-la. Fonamenta a més que, en haver-hi al 1910 més persones que exerceixen la psicoanàlisi, era possible concloure algunes qüestions sobre el seu treball, entre d'altres, determinar que «cada psicoanalista només arriba fins a on li permeten els seus complexos i resistències interiors» i que l'autoanàlisi com a activitat inicial i el seu permanent aprofundiment és per al psicoanalista una condició imprescindible per a exercir l'ofici. «Qui no aconseguisca res amb aquesta autoanàlisi pot considerar que manca d'aptitud per analitzar malalts». Tot i que uns anys més tard a Freud ja no li semblarà suficient l'autoanàlisi i plantejarà la necessitat de la psicoanàlisi didàctica, l'essencial se'n manté: l'única manera de destriar i controlar el fenomen de la contratransferència és l'anàlisi del mateix analista.

## Discussió i desenvolupament teòric ulterior
La contratransferència és un tema controvertit en psicoanàlisi. La primera font de discussió és la definició mateixa: mentre uns s'inclinen per una noció àmplia, en què la contratransferència designe tots els processos inconscients que llança el pacient a l'analista o, més encara, tot el que des de l'inconscient de l'analista puga intervenir en la cura, altres autors com Daniel Lagache en proposen un concepte més restringit: la reacció de l'analista enfront de la transferència del pacient. L'assumpte, però, arriba a una major complexitat, perquè aquesta darrera definició dona motiu a la possibilitat de definir fenòmens de transferència i de contratransferència a banda i banda de la relació analítica, en l'analitzat i en l'analista.
També n'hi ha definicions intermèdies com la de Ralph Greenson, que prefereix parlar de «reaccions transferencials» i «reaccions contratransferencials» i aquestes darreres poden ser causants de falles en l'aplicació de la tècnica quan l'analista reacciona davant el pacient com si fos una persona important de la seua història vital i no és capaç de detectar a temps que això està ocorrent. Per a aquest autor, la contratransferència és una reacció transferencial de l'analista davant un pacient, un espill o contrapeça de la transferència. El prefix «contra» en «contratransferència» significa 'anàleg', 'doble', com «contra» en «contrapeça» i no com en «contraatac», en què significa 'oposat' o 'contrari'.
La segona controvèrsia es refereix a la manera en què haurien de manejar-se els fenòmens contratransferencials durant el tractament psicoanalític. Hi ha qui advoquen per la màxima eliminació o reducció de les manifestacions de la contransferència per l'anàlisi personal, ja que és l'única cosa que garantiria que en la relació analítica l'analista oferisca un espill neutral en què només ha de projectar-se la transferència del pacient. Però també hi ha analistes que prefereixen emprar activament els fenòmens contratransferencials (controladament) en el treball d'anàlisi. I hi ha psicoanalistes que posen l'èmfasi en la necessitat de possibilitar una comunicació «d'inconscient a inconscient», la qual cosa implicaria involucrar directament en la interpretació les reaccions contratransferencials de l'analista.